# 49-й навчальний центр розвідки (Україна)
49-й навчальний центр розвідки (49 НЦР, в/ч А4138) — навчальний підрозділ військової розвідки України, який за організаційно-штатною структурою входить до складу 184-го навчального центру НАСВ Сухопутних військ України.

## Історія
Російська збройна агресія проти нашої держави призвела до перегляду багатьох ключових складових підготовки військ (сил) ЗС України. Зокрема, з метою якісної підготовки особового складу для комплектування частин та підрозділів військової розвідки було створено окремий навчальний розвідувальний батальйон.
Понад 20 військовослужбовців-розвідників особового складу нагородженні медалями за участь в антитерористичній операції на сході України.
За короткий термін свого існування частина підготувала майже тисячу військовослужбовців контрактної військової служби та декілька сотень солдат строкової служби.
На базі навчального батальйону вперше в Україні почали готувати операторів безпілотних літальних апаратів.
У батальйоні служать досвідчені викладачі та інструктори, більшість з яких мають бойовий досвід. Відтак, за підсумками 2016 навчального року даний підрозділ був визнаним найкращим підрозділом у Навчальному центрі.
У 2018 році керівництвом військової розвідки України розпочато реалізацію амбітного проекту зі створення навчального центру військової розвідки на базі 49 окремого навчального розвідувального батальйону 184 навчального центру. Головна відмінність підготовки особового складу у навчальному центрі порівняно із навчальними військовими частинами полягає в тому, що в центрі готуватимуться не тільки фахівці окремих військових спеціальностей, а й підрозділи в цілому, до батальйону включно.
Початку практичного створення навчального центру передувала кропітка робота із всебічного вивчення відповідного досвіду збройних сил провідних країн світу та реального опробування їхніх навчальних програм у військових частинах та підрозділах розвідки ЗС України. Після цього розпочалася практична фаза, яка складатиметься з декількох етапів, по завершенню яких центр поступово набуватиме спроможностей з підготовки розвідувальних відділень та взводів, згодом – розвідувальних рот відповідно.
Станом на липень 2018 року вже створено комфортні умови для проживання, харчування, побуту та дозвілля особового складу, побудовано сучасні навчальні класи та електронні тири для підготовки фахівців різних розвідувальних спеціальностей, які оснащено новітнім технічним обладнанням. Крім того, будуються навчальні поля для підготовки розвідувальних підрозділів, а також різні смуги перешкод.
Впродовж 2019 року збудовано «Смугу перешкод підрозділів розвідки».

## Командування
- Полковник Микола Панасюк